# مولویبازار
مولویبازار (به لاتین: Moulvibazar) یک منطقهٔ مسکونی در بنگلادش است که در ناحیه مولوی‌بازار واقع شده‌است. مولویبازار ۱۰٫۳۶ کیلومتر مربع مساحت و ۴۱٬۳۵۸ نفر جمعیت دارد.